# Champ-Laurent
Champ-Laurent é uma comuna francesa na região administrativa de Auvérnia-Ródano-Alpes, no departamento da Saboia. Estende-se por uma área de 5.07 km². Em 2010 a comuna tinha 35 habitantes (densidade: 6,9 hab./km²).